# Conjunt Plana del Castell - la Parellada
El Conjunt Plana del Castell - la Parellada és una conjunt d'edificis del municipi de Rubí (Vallès Occidental) protegit com a bé cultural d'interès local.

## Descripció
Es tracta d'un conjunt d'habitatges de planta baixa i un pis, i de planta baixa, amb alguna excepció de dos pisos, de planta rectangular, que està situat a la banda dreta de la riera de Rubí, sota el castell i davant del nucli antic de Sant Pere de Rubí. La relació més important i evocadora és la que es dona entre petites cases orientades cap a l'est i la plaça del Marquès de Barberà. En l'actualitat, la plaça té uns 3600 m2, però antigament era més petita, fins que es va enderrocar la fàbrica AEG. Això fa que l'espai sigui ara massa desproporcionat i que el conjunt es desdibuixi cap a la riera. Tanmateix, hi ha construccions modernes dels últims 30 anys que alteren el conjunt, dins un context en el qual el parcel·lari històric encara es conserva. El barri de la Plana del Castell conté altres exemples d'interès, fins i tot catalogats, com la fassina Aguilera.

## Història
L'any 1860 la marquesa de Moià, propietària del castell, va demanar autorització a l'Ajuntament per urbanitzar aquesta zona. En aquest mateix any es construeix el pont del carrer Cadmo que es va endur la rierada de l'any 1962. L'any 1879, el nou propietari del castell, Ramon de Sarriera i Villalonga, Marqués de Barberà i la Manresana, va demanar permís per urbanitzar la Parellada, una part de la Plana del Castell, ja que volia instal·lar-s'hi una fàbrica de panes per part dels germans Ribas. Per a fer-ho necessitaven utilitzar aigua de la font dita "canadà" que era propietat del marquès.